# Laloo Prasad Yadav
 (juin 2018).
Si vous disposez d'ouvrages ou d'articles de référence ou si vous connaissez des sites web de qualité traitant du thème abordé ici, merci de compléter l'article en donnant les références utiles à sa vérifiabilité et en les liant à la section « Notes et références ».
Laloo Prasad Yadav, né le 11 juin 1948) est le chef de l’État de Bihar en Inde et le président de Rashtriya Janata Dal (RJD). 

## Biographie
Il a été ministre en chef du Bihar de 1990 à 1997. Plus tard, il a été chargé de la responsabilité de RailMinister au sein du gouvernement de l'United Progressive Alliance (UPA) de 2004 à 2009.
Alors qu'il était membre de Saran (Bihar) au quinzième Lok Sabha, il a été condamné à cinq ans de prison par le Bureau Central d'Investigation (CBI), Ranchi, dans l'affaire du fourrage[Quoi ?] le plus populaire du Bihar. Il a été détenu à la prison centrale de Ranchi Munda à Ranchi. 
Le tribunal a rendu son verdict, les soupçons de corruption et d’escroquerie ont été prouvées.
Son fils cadet est Tejashwi Yadav, homme politique et ancien joueur de cricket.